# Mejor es holgar
Mieux vaut se reposer
L'eau-forte Mejor es holgar (en français Mieux vaut se reposer) est une gravure de la série Los caprichos du peintre espagnol Francisco de Goya. Elle porte le numéro 73 dans la série des 80 gravures. Elle a été publiée en 1799.

## Interprétations de la gravure
Il existe divers manuscrits contemporains qui expliquent les planches des Caprichos. Celui qui se trouve au Musée du Prado est considéré comme un autographe de Goya, mais semble plutôt chercher à dissimuler et à trouver un sens moralisateur qui masque le sens plus risqué pour l'auteur. Deux autres, celui qui appartient à Ayala et celui qui se trouve à la Bibliothèque nationale, soulignent la signification plus décapante des planches.
- Explication de cette gravure dans le manuscrit du Musée du Prado :
Si el que más trabaja es el que menos goza, tiene razón: mejor es holgar.
(Si celui qui travaille le plus est celui qui en profite le moins, il a raison : mieux vaut se reposer[2].

- Manuscrit de Ayala :
Más quieren las mujeres echarse a la bribia[3], que desenmarañar madejas y trabajar en casa.
(Les femmes préfèrent vivre à ne rien faire, que se démêler des embrouilles et travailler à la maison.)[2].

- Manuscrit de la Bibliothèque nationale :
Una famila viciosa difícilmente se sujeta a las ocupaciones honestas caseras. El bestia del marido se pone a tener la madeja, se enreda; la suegra la desenmaraña y la mujer se cansa y manifiesta en sus ademanes que la tiene más cuenta echarse a la bribia
(Une famille vicieuse se soumet difficilement aux occupations honnêtes à la maison. Cette bête de mari complique tout et s'emmêle ; la belle-mère la démêle et la femme se fatigue et manifeste par ses gestes qu'elle préfère s'adonner à la paresse)[2].

Celui travaille le plus est celui qui jouit le moins de la vie. Il vaut mieux se reposer. L'entremetteuse démêle l'écheveau et la jeune femme tient la pelote au niveau de son sexe. 

## Technique de la gravure
L'estampe mesure 212 × 149 mm sur une feuille de papier de 213 × 149 mm.
Goya a utilisé l'eau-forte, l'aquatinte brunie, la pointe sèche et le burin.
Dans l'angle supérieur droit, à la plume : « 73 ».

## Catalogue
- Numéro de catalogue G02161 de l'estampe au Musée du Prado.
- Numéro de catalogue 51-1-10-73 de l'estampe au Musée Goya de Castres.